# 中津村 (愛媛県)
中津村（なかつむら）は、1955年（昭和30年）まで愛媛県の上浮穴郡にあった村である。
現在の上浮穴郡久万高原町の東部にあたる。面河川流域の純山村。

## 地理
現在の久万高原町の東部。四国山地の中、面河川の左岸。高知県境と接する。面河川の流れにほぼ沿って、沢渡（さわたり）、黒藤川（くろふじがわ）、久主（くす）の順で、面河川の左岸の山肌に集落が点在している。
地名の由来
中津明神山にちなむ。

## 歴史
藩政期
- 松山藩領

明治以降
- 1889年（明治22年）　成立。
- 1875年（明治8年）　宮成学校開設、後の黒藤川小学校。
- 1875年（明治8年）　久主学校開設、後の中津小学校。
- 1887年（明治20年）頃　予土横断道路が隣の柳谷村まで開設。面河川を渡る渡船があった。
- 大正期　面河川に吊橋が架けられていた。
- 1935年（昭和10年） - 現国道33号線の改修工事が終了。大型自動車の通行が可能となり、隣県の土讃本線（現・土讃線）佐川駅 - 久万町を結ぶ省営バスが村内で営業開始[1]。
- 1947年（昭和22年）　村立黒藤川中学校、村立久主中学校開設。
- 1955年（昭和30年）　合併により美川村となる。

```
中津村の系譜
　　　　　　　　　　　　　　　　　　　　　　　（昭和30年3月31日）
（町村制実施以前の村）　町村制　　　　　　┏━━　大字中津は柳谷村に区域変更
黒藤川　━━┓　　　　　施行時　　　　　　┃
久主　　━━┣━━━━━ 中津村 　　━━━┫ 　　（昭和30年3月31日合併）
沢渡　　━━┛　　　　　　　　　　　　　　┣━━━━　美川村
　　　　　　　  　　　　　　　　　　　　　┃
　　　　　　　　　　　　 仕七川村 ━━━━┫
                                          ┃
　　　　　　　　　　　　 弘形村 ━━━━━┛
（注）美川村になって以降、及び仕七川村ほかの成立前の系譜はそれぞれの記事を参照のこと。

```

## 地域
黒藤川、久主（くす）、沢渡の3つの大字があった。いずれも明治の村制発足前からの旧村である。昭和期に分割、合併して一部が柳谷村になってから、大字黒藤川の一部と大字久主が合体して「大字中津」となった。さらに平成の合併により、久万高原町になってからは町内全域について地名表記に「大字」は付けなくなった。
役場は大字黒藤川においた。

## 行政
役場
大字黒藤川においた。

## 産業
米、麦、いも類、三椏などを産し、養蚕も営まれた。

## 交通
予土横断道路（今日の国道33号）が対岸の柳谷村を貫通していた。